# Ammonius (cratère)
Ammonius est un cratère d'impact sur la face visible de la Lune. Le nom fut officiellement adopté par l'Union astronomique internationale (UAI) en 1976,,, en référence au philosophe grec Ammonios (vers 435/445 - vers 517/526),,. Avant cette date, Ammonius était identifié en tant que Ptolemaeus A, cratère satellite de Ptolemaeus.

## Cratères satellites
Les cratères dits satellites sont de petits cratères situés à proximité du cratère principal, ils sont nommés du même nom mais accompagné d'une lettre majuscule complémentaire (même si la formation de ces cratères est indépendante de la formation du cratère principal). Par convention, ces caractéristiques sont indiquées sur les cartes lunaires en plaçant la lettre sur le point le plus proche du cratère principal. Liste des cratères satellites de Ammonius
 : 
| Ammonius                   |
| -------------------------- |
| Pas de cratères satellites |